# Hémorragie alvéolaire
L'hémorragie alvéolaire (ou intra-alvéolaire) est un saignement diffus des poumons provenant des petits vaisseaux pulmonaires. Elle s'exprime principalement par des crachats de sang et une gêne respiratoire. Les examens complémentaires simples peuvent montrer une baisse des globules rouges et des anomalies variables de la radiographie des poumons. Le diagnostic est établi avec la fibroscopie bronchique qui montre le plus souvent un liquide de lavage hémorragique.
Les causes de l'hémorragie alvéolaire sont multiples, avec entre autres des maladies du système immunitaire, des maladies cardiaques, des infections, des intoxications médicamenteuses et des troubles de la coagulation. Les complications peuvent être l'insuffisance respiratoire aiguë et le décès. Le traitement peut comporter l'utilisation de l'oxygène ou du respirateur et la prise en charge de la cause.

## Description
L'hémorragie alvéolaire est un saignement diffus de la microcirculation pulmonaire le plus souvent secondaire à une altération des parois des vaisseaux. La conséquence est une extravasation de sang, principalement issu des capillaires pulmonaires, vers les alvéoles dans plusieurs territoires pulmonaires.
La biopsie pulmonaire montre des globules rouges ou des macrophages chargés en fer (sidérophages) dans les espaces alvéolaires. Ce fer provient de l'hémoglobine des globules rouges digérés. Dans les formes chroniques, les globules rouges peuvent être absents, et il existe des dépôts d'hémosidérine. Des lésions caractéristiques du syndrome de détresse respiratoire aiguë peuvent également être retrouvées lorsqu'il est présent.

## Causes
Les causes d'hémorragie alvéolaire peuvent être regroupées en deux groupes, immun et non immun. Le plus souvent, la cause retrouvée fait partie du groupe non immun. Parmi celui-ci, les plus fréquentes sont : les cardiopathies, avec notamment l'insuffisance cardiaque gauche ; les infections, avec notamment la leptospirose ; les toxicités médicamenteuses, avec notamment le propylthiouracile ; et les troubles de la coagulation.
Parmi le groupe immun, les causes les plus fréquentes sont : les vascularites, avec notamment la polyangéite microscopique et la granulomatose avec polyangéite (de Wegener) ; les connectivites, avec notamment le lupus érythémateux systémique ; et la maladie des anticorps anti-membrane basale (syndrome de Goodpasture).

## Diagnostic
Si classiquement, l'hémorragie alvéolaire est décrite comme associant hémoptysie, opacités alvéolaires diffuses et anémie, ce n'est pas toujours le cas. Le diagnostic nécessite habituellement la réalisation d'un lavage bronchoalvéolaire.

### Signes cliniques
Les symptômes d'une hémorragie alvéolaire sont le plus souvent l'hémoptysie et la dyspnée qui peut aller jusqu'à la détresse respiratoire, et parfois des douleurs thoraciques. L'hémoptysie est la conséquence directe du saignement, tandis que la dyspnée peut traduire à la fois une anémie, une diminution de la ventilation alvéolaire du fait du comblement par le sang, ou encore un shunt.
L'examen clinique peut retrouver des râles crépitants à l'auscultation pulmonaire.

### Examens complémentaires non invasifs
Le bilan biologique peut retrouver une anémie, d'installation rapide dans les formes aiguës, ferriprive dans les formes chroniques, ainsi qu'une hypoxémie. Le bilan radiologique par radiographie ou scanner peut montrer des opacités à type de verre dépoli, condensation et micronodules. Ces anomalies prédominent dans les zones centrales. Les explorations fonctionnelles respiratoires peuvent montrer un trouble ventilatoire restrictif.

### Lavage bronchoalvéolaire
Le lavage bronchoalvéolaire peut montrer un liquide macroscopiquement rouge ou rosé, dont l'intensité augmente dans les aliquotes successives. Cette hémorragie dite franche est présente dans les formes aiguës et subaiguës. La cytologie montre de très nombreux globules rouges ainsi que des sidérophages à hauteur de 30% ou plus des macrophages alvéolaires du LBA lorsque l'évolution est supérieure à 3 jours.
En cas de forme chronique, l'hémorragie dite occulte se révèle en cytologie par la présence de sidérophages suffisamment nombreux, avec ou sans globules rouges. Les sidérophages représentent en principe plus de 20 à 30 % des macrophages. Le score de Golde, qui prend en compte leur présence et leur contenu en fer, peut également être utilisé.
On repéré également en cytologie des globules rouges phagocytés par les macrophages, on parle d'hémophagocytose.

## Diagnostic différentiel
L'hémorragie alvéolaire est à distinguer des hémorragies localisées, mettant principalement en jeu la circulation bronchique, pouvant survenir par exemple dans le cadre d'une bronchectasie, d'une infection ou d'une tumeur.

## Évolution
L'installation de l'hémorragie alvéolaire est le plus souvent aiguë, en quelques heures ou jours, ou subaiguë, en quelques semaines ou mois. Elle peut évoluer vers une insuffisance respiratoire aiguë, et une hospitalisation en soins intensifs a lieu dans la moitié des cas. La mortalité, variable selon la cause de l'hémorragie alvéolaire, est de l'ordre de 20 à 30 % en moyenne. Le décès peut être en rapport avec une hypoxémie réfractaire, une complication infectieuse, ou une défaillance d'un autre organe.
L'hémorragie alvéolaire est donc considérée comme une urgence afin de l'identifier, de rechercher la cause et de mettre en place un traitement adapté.

## Traitement
Le traitement de l'hémorragie alvéolaire vise à la fois les symptômes et la cause. Sur le plan respiratoire, il peut comprendre l'oxygénothérapie et la ventilation mécanique si nécessaire. Le traitement de la cause dépend de la pathologie responsable et des autres organes atteints.